# Megastylis paradoxa
Megastylis paradoxa là một loài thực vật có hoa trong họ Lan. Loài này được (Kraenzl.) N.Hallé mô tả khoa học đầu tiên năm 1977.